# Trichosea nigricatena
Trichosea nigricatena är en fjärilsart som beskrevs av Louis Beethoven Prout 1922. Trichosea nigricatena ingår i släktet Trichosea och familjen Pantheidae. Inga underarter finns listade i Catalogue of Life.